# Vicente Iborra Richart
Vicente Iborra Richart (Játiva, Valencia, España, 16 de febrero de 1932 - 3 de diciembre de 2020) fue un futbolista español que jugaba como delantero o defensa.

## Carrera deportiva
Fue uno de los jugadores más importantes de la historia de la Liga de fútbol española. Jugó 347 partidos en primera división, de los cuales 340 fueron partidos completos y fue internacional con la selección española B con veintiséis años. Militó en tres equipos Valencia CF, Sporting de Gijón y Elche CF.
Vicente Iborra, durante cerca de quince años en la elite del fútbol se codeó con los jugadores más importantes de la época: Amancio, Groso, Gento, Zoco, Di Stefano, en el Real Madrid, Iribar, Clemente, en el Athletic, Vicente Miera o Ufarte, en el Atlético, Olivella o Luis Suárez en el Barcelona, Guillot, Claramunt o Mestre en el Valencia, entre otros.
Con su retirada definitiva, Vicente Iborra, obtuvo el título de entrenador nacional y junto con su amigo Manuel Mestre en el Valencia CF como entrenador, entrenó al Mestalla y ejerció de ojeador de futbolistas para el club.

## Clubes
| Club           | País   | Año       |
| -------------- | ------ | --------- |
| C. D. Olímpico | España | 1951-1954 |
| C. D. Mestalla | España | 1954-1956 |
| Valencia C. F. | España | 1956-1958 |
| Real Gijón     | España | 1958-1960 |
| Elche C. F.    | España | 1960-1971 |
| C. D. Olímpico | España | 1971-1973 |